# Словолитня

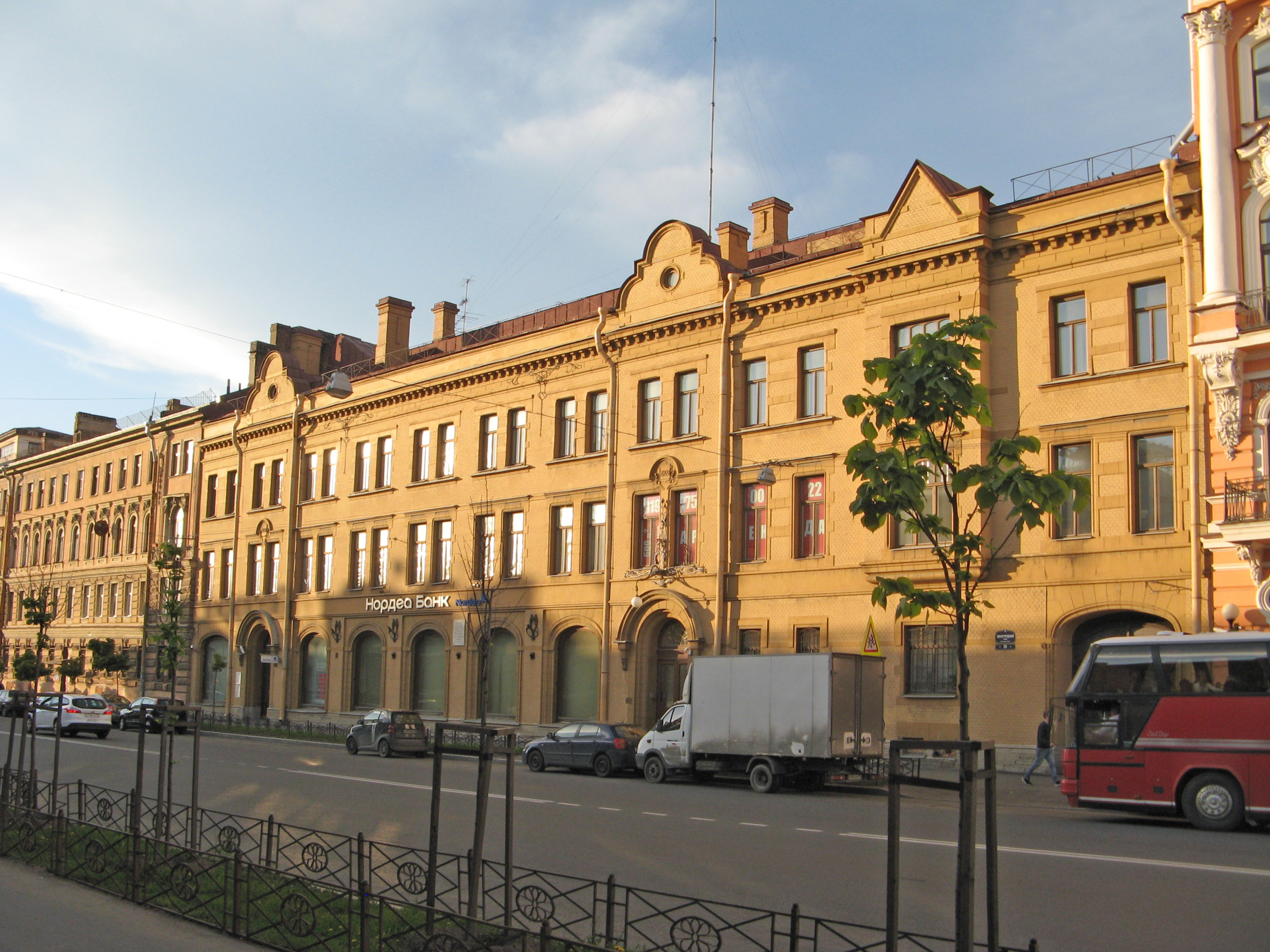
Здание словолитни О. И. Лемана, основанной в середине XIX века. Санкт-Петербург, Звенигородская улица, дом № 20

Словоли́тня — предприятие, разрабатывающее и выпускающее шрифты и другие типографские материалы, главным образом металлические.
Термин происходит от старославянского «слово», означающего «буква».
В современном мире функции словолитен выполняют дизайнерские бюро, разрабатывающие новые гарнитуры шрифтов для компьютерных программ: «В переносном смысле производителя цифровых шрифтов тоже можно назвать „словолитней“ или „цифровой словолитней“, хотя ничего общего с литейным процессом разработка цифровых шрифтов не имеет». В последнее время появилась тенденция к употреблению термина «словолитня» по отношению к типографскому дизайнерскому предприятию вообще.